# Sviluppo (informatica)
Il termine sviluppo (usato in ambito informatico) identifica un'attività o una serie di attività mirate a costruire (sviluppare appunto) un programma.
Lo sviluppo avviene scrivendo una serie di istruzioni (codice) in un determinato linguaggio di programmazione (ad esempio il linguaggio C, C++, Java, Fortran, Pascal Cobol, ecc.).
Le attività di sviluppo sono solitamente realizzate da un gruppo di persone denominato 'team di sviluppo' coordinato da un 'team leader' o 'capo progetto'.
Il processo di sviluppo si articola nelle seguenti fasi:
- Analisi: Questa attività ha lo scopo di raccogliere tutti i requisiti che devono essere soddisfatti dal software da realizzare;
- Disegno (o progettazione): Questa attività ha lo scopo di definire il linguaggio di programmazione, le regole per la scrittura del codice e tutte le direttive tecniche che devono essere seguite dal team di sviluppo durante la fase di realizzazione;
- Realizzazione: Questa è l'attività di scrittura vera e propria. In generale ciascun componente del team di sviluppo al termine della scrittura di una singola parte del software ne fa anche una verifica denominata 'unit test'. In questa fase sono comprese le "classiche" attività del programmatore: codifica, assemblaggio / compilazione (se il linguaggio non è del tipo interpretato), ed infine, memorizzazione dell'eseguibile in una determinata libreria o directory, definita in fase di progettazione;
- Test (o collaudo): Tutte le parti del software vengono assemblate e testate insieme per verificare che ciò che è stato realizzato soddisfa esattamente i requisiti raccolti in fase di analisi;
- Rilascio: Il programma viene pubblicato e quindi è pronto per essere installato.